# Heterospilus tauricus
Heterospilus tauricus är en stekelart som beskrevs av Telenga 1941. Heterospilus tauricus ingår i släktet Heterospilus och familjen bracksteklar. Inga underarter finns listade i Catalogue of Life.